# Elektrostatisch verfspuiten
Een elektrostatische spuitmethode is een methode die gebruikt wordt bij het aanbrengen van een dunne verflaag op een oppervlakte. De in dit artikel genoemde techniek is een afgeleide van PECVD, dat bij onderzoek en in de industrie wordt gebruikt om dunne lagen op een oppervlak aan te brengen.

## Toepassing bij het verven
De nevelmethode is gebaseerd op het principe dat negatief geladen voorwerpen worden aangetrokken door positief geladen voorwerpen. De verfdruppeltjes worden geladen bij het uiteinde van het spuitpistool. De spanning nodig om verfdeeltjes naar het werkstuk te leiden is 8000 tot 10.000 volt per duim lucht tussen het pistool en het werkstuk. Het te schilderen deel is elektrisch neutraal, en de geladen verfdruppeltjes worden aangetrokken naar het voorwerp. 

### De voordelen en de nadelen
Het belangrijkste voordeel om het elektrostatische bespuiten te gebruiken zijn dat men op materiaalkosten en arbeid bespaart. De arbeidsbesparingen wordt vaak geassocieerd met een omschakeling aan geautomatiseerde lijnen, hoewel de arbeidsbesparingen voor schoonmaakbeurt beduidend in of geautomatiseerde of handlijnen wordt verminderd. 

#### Voordelen
- hoge overdrachtsefficiency
- goede randdekking
- goede hoes
- eenvormige filmdikte
- arbeidsbesparing

#### Nadelen
- De pistolen neigen omvangrijk en gevoelig te zijn.
- Vereist extra netheid.
- Het effect van Faraday kan brandgevaarlijk zijn.
- Heeft hoge materiaal en onderhoudskosten.
- Gevaar op een elektrische schok op het lichaam.